# Теракт в провинции Хайбер-Пахтунхва
Теракт в провинции Хайбер-Пахтунхва — произошёл в одном из городов Пакистана в провинции Хайбер-Пахтунхва, в результате которого погибли 17 военнослужащих, более 30 человек включая гражданских получили ранения. Ответственность за атаку взяла на себя террористическая группировка, предположительно связанная с движением "Талибан"  или "Исламское государство".
Через пару дней после теракта произошел самоподрыв смертника на автомобиле, в результате которого погибло 6 сотрудников Пакистанской полиции.

## Ход событий
28 июня 2025 года в 13:30 в провинции Хайбер-Пахтунхва на трассе произошёл мощный взрыв, террорист смертник на машине выехал на дорогу где в тот момент проезжала колона техники вооружённых силы Пакистана. Мощный взрыв вывел из строя несколько военных грузовиков.
Силы безопасности Пакистана оперативно прибыли на место. Было начато расследование. В результате взрывы, у двух жилых домов обвалились крыши. 
Машина смертника была полностью уничтожена, личность напавшего не опознана.

## Жертвы
Погибло 16 военнослужащих и пострадало более 30 человек, среди раненых было мирное население, из них 6 детей.